# Mitromorpha flammulata
Mitromorpha flammulata é uma espécie de gastrópode do gênero Mitromorpha, pertencente a família Mitromorphidae.